# Caius Gracchus (tragedia Jamesa Sheridana Knowlesa)

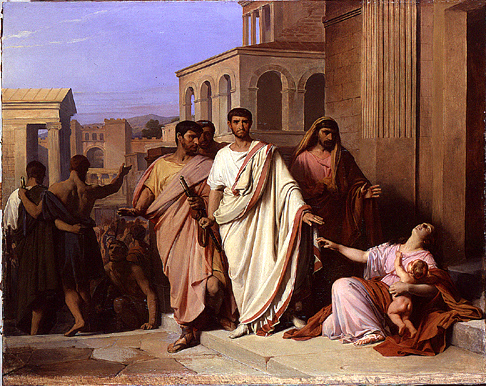
Pierre-Nicolas Brisset, Caïus Gracchus

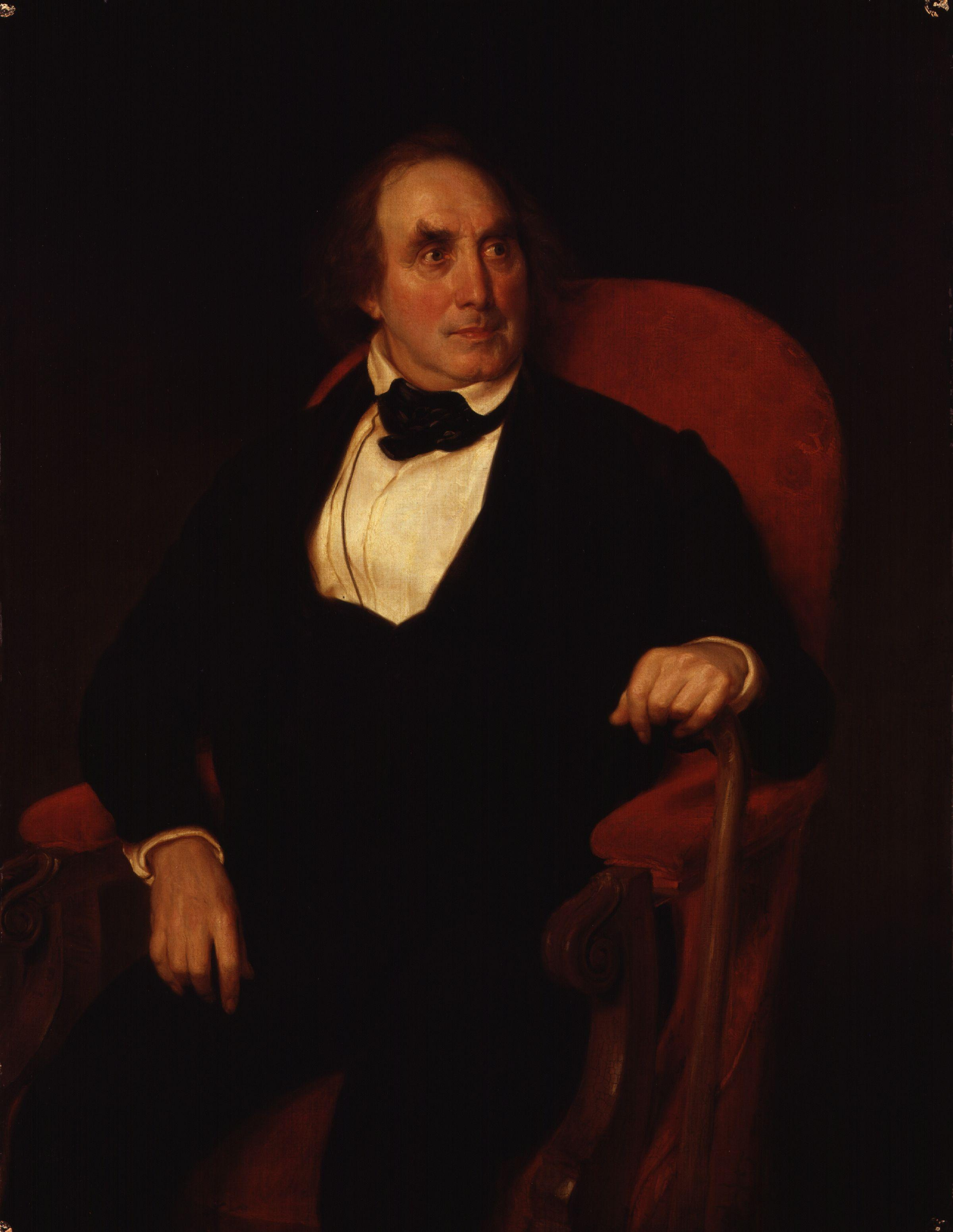
Wilhelm Trautschold, Portret Jamesa Sheridana Knowlesa

Caius Gracchus: A Tragedy in Five Acts – utwór brytyjskiego (irlandzkiego) dramatopisarza Jamesa Sheridana Knowlesa, opublikowany w 1823. Akcja dramatu jest osadzona w starożytnym Rzymie. Bohaterem jest polityk Gajusz Grakchus, młodszy brat Tyberiusza Grakchusa. Utwór, jak zaznaczono w podtytule, jest podzielony na pięć aktów. Został napisany – zgodnie z tradycją sceny angielskiej – w większości wierszem białym (blank verse), czyli nierymowanym pentametrem jambicznym, to znaczy sylabotonicznym dziesięciozgłoskowcem, w którym akcenty padają na parzyste sylaby wersu. 
Weep not my friends for me — for Rome — for Rome
Reserve your tears. Her pride is turned to shame,
Her wealth to poverty, her strength to weakness;
Her fair report into a blasted name
Which owns no grace of virtue. Who would thrive
In Rome, let him forget what honour is,
Truth, reverence for the gods, respect for man;
Let him have hands consort with deeds, whose names
The doer whispers, while he cannot force
His eyes to go the way of his hands. — Ay, gaze!
Ye poor despis'd and outcast sons of Rome
That crouch to your own power by men more strong,
Only because more daring, wrench'd from you —
Ay, gaze! and see your lovers, one by one.
Cut off! — and never curse, unless it be
Your own hands that you dare not stretch to save them.
Utwór został zrecenzowany w The British Magazine i w The United States Literary Gazette.
Dramat o Gajuszu Grakchusie napisała także amerykańska poetka Louisa Susannah Cheves McCord. Jej utwór ukazał się w 1851.